# Hydrofor

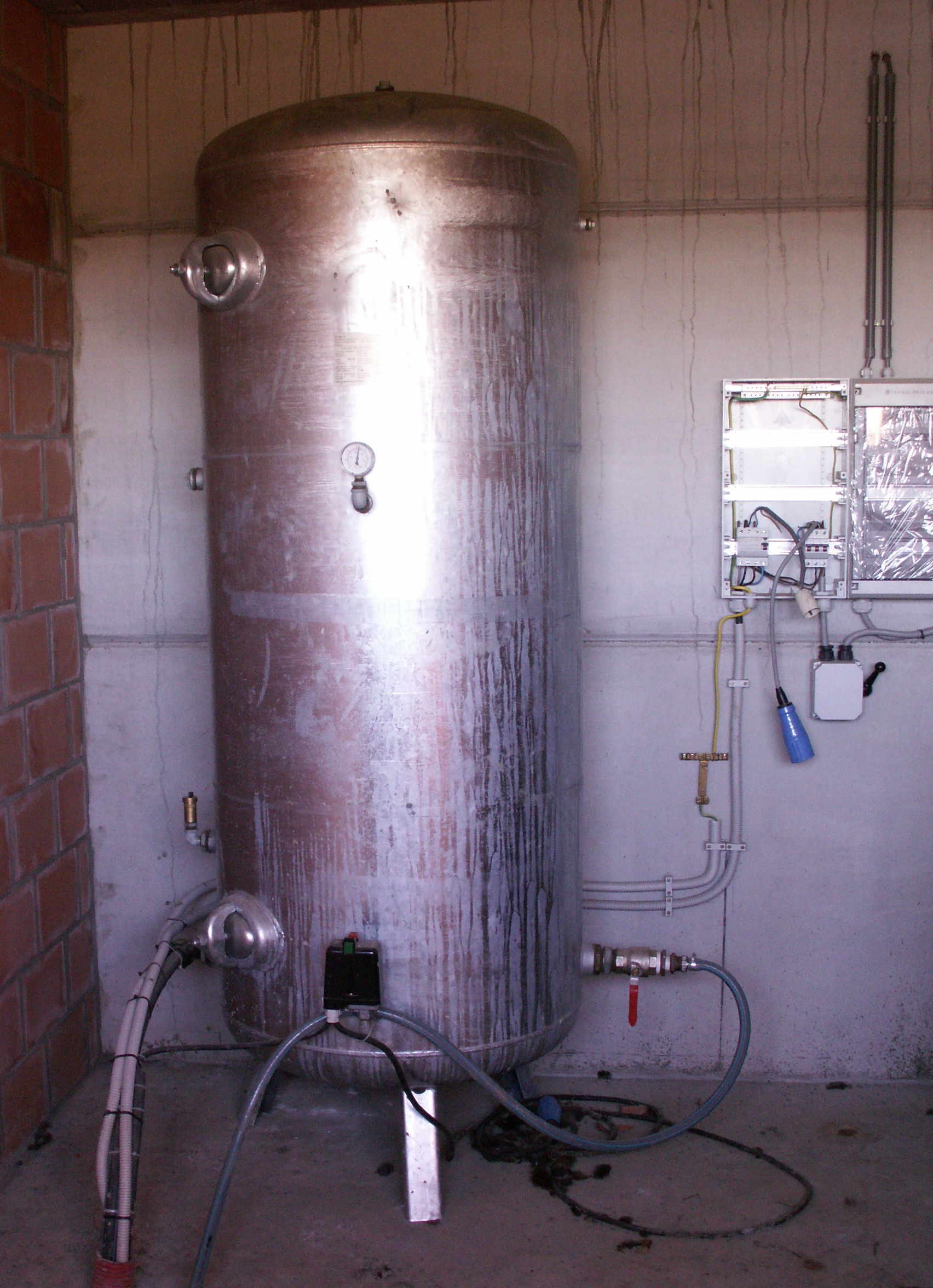
En tryckvattensbehållare ansluten till en vattenkälla

En hydrofor (andra benämningar är t.ex. tryckkärl eller trycktank) är en tryckvattenbehållare, som tjänar som ett förråd av trycksatt vatten, till vilken en pump kopplas. Därvid erhålles ett tryck i vattenledningarna som kommer att variera mellan inställda tryck för pumpens till- och frånslag. Detta innebär att pumpen inte startar varje gång en vattenkran öppnas. Önskas ett jämnare tryck innebär detta att pumpen startar oftare.
Hydroforer finns främst i stående modell (men även liggande) och tillverkas bland annat i varmförzinkat stål, rostfritt stål eller plast.
En hydrofor kan användas som tryckbärande vattenbehållare då man har vatten från en borrad eller grävd brunn, eftersom vattnet kommer i kontakt med luft i behållaren och då syresätts, vilket kan minska eventuell dålig lukt och smak på vattnet. 
En hydropress fungerar enligt samma princip som en hydrofor, men har ett gummimembran mellan vattnet och luften.
I en hydropress är luftsidan av membranet ”förtryckt”. För att erhålla denna funktion på en hydrofor kan man komplettera tanken med en luftpåfyllningsnippel eller en automatisk luftinjektor kombinerad med en avluftare, vilket säkerställer att vattennivån i hydroforen inte blir så låg att luft kommer ut i ledningarna. Genom att på detta sätt ”förtrycka” luftkudden i hydroforen får man en större nyttovolym, dvs. större mängd vatten kan tas ut mellan pumpens från- och tillslag.
Både hydrofor och hydropress kan med fördel kompletteras med filter och annan utrustning för att även fungera som en mindre vattenreningsanläggning. Vad som bestämmer valet av utrustning är vilken typ av förorening som skall tas omhand.